# Saxifraga austrina
Saxifraga austrina là một loài thực vật có hoa trong họ Saxifragaceae. Loài này được (A. Nelson) A. Nelson miêu tả khoa học đầu tiên năm 1909.